# Agápito (diácono)
Agápito de Constantinopla, um diácono de Santa Sofia por volta de 527, escreveu para Justiniano, quando ele subiu ao trono, uma obra intitulada Scheda regia, sive de officie regis, que continha conselhos sobre os deveres de um príncipe cristão.
Agápito de Constantinopla é reconhecido como o autor de Scheda regia, sive de officie regis, também conhecido como a Ekthesis d’Agapet. Esse texto é uma coleção de setenta e dois conselhos que Agápito dá ao imperador Justiniano I sobre como ser um bom imperador cristão. Acredita-se que tenha sido escrito no início do século VI. Essa obra, impressa em 1509 em Veneza por Zacharias Calliergi, foi traduzida várias vezes, inclusive por Luís XIII em sua juventude.
Não temos muitos detalhes sobre a vida de Agápito de Constantinopla, uma vez que a comunidade histórica não consegue identificá-lo a não ser como o autor desse texto. As poucas informações sobre ele que encontramos em seu texto, bem como o contexto do mesmo, nos permitem apresentar uma tese muito minimalista sobre sua identidade. Podemos dizer que ele era um membro do clero com acesso ao imperador. Isso implica que ele deve ter tido uma posição elevada no clero e estava provavelmente associado à igreja de Santa Sofia, considerada a igreja do imperador Justiniano.
Várias hipóteses foram apresentadas sobre sua identidade, sendo a mais famosa a de Antonio Bellomo, um historiador italiano, que apresenta a identidade de Agápito como um monge do monastério de São Savas, na Palestina, que visitou Constantinopla e entregou seu texto a Justiniano. Outros historiadores apresentam Agápito como o Papa Agapito I, um arquimandrita do monastério de Dius em Constantinopla ou até mesmo um correspondente de Procópio de Gaza em Alexandria. Entretanto, todas essas teorias serão descartadas, pois nenhuma delas atende a todos os critérios necessários para certificar com segurança sua identidade.
O Ekthesis de Agápito foi um texto importante que influenciou vários outros textos do “Espelhos de príncipes” na civilização bizantina, como o do imperador Manuel II. Ele também influenciou a ideologia política de outras regiões, como a Rússia medieval, e o treinamento de vários reis europeus, como Luís XIII e Luís XIV.

## Quem foi Agápito de Constantinopla?
Para começar, Agápito de Constantinopla é um mistério. É muito difícil encontrar detalhes de sua vida, pois ainda não temos certeza de sua identidade. Vários historiadores tentaram sem sucesso, já que nenhum deles parece atender a todas as condições necessárias para poder dizer com certeza quem foi Agápito de Constantinopla. Vários nomes foram apresentados como sendo o famoso autor desse texto de conselho destinado ao imperador Justiniano I. Em primeiro lugar, temos o Papa Agapito I, a única teoria que foi completamente descartada. Em segundo lugar, temos um arquimandrita do monastério de Dius em Constantinopla ou até mesmo um correspondente de Procópio de Gaza em Alexandria, mas essas duas opções também não atendem a todas as condições necessárias.
Entretanto, a hipótese de M. Antonio Bellomo sobre a identidade de nosso autor tem sido muito comentada. Ele propõe que a identidade de Agápito de Constantinopla é a de outro Agápito, um monge e discípulo de São Savas na Palestina. Aqui estão seus argumentos. Em primeiro lugar, Agápito de Constantinopla deve ter sido contemporâneo de Justiniano I. Em segundo lugar, a lenda de Barlaão e Josafá é uma versão cristianizada de uma história budista em vários idiomas e era muito popular na Idade Média. Ela foi atribuída a João Damasceno, um monge do monastério de São Savas. Ela se baseia muito no texto de Agápito, portanto, segundo Bellomo, o autor do texto de Agápito teria que ser alguém do mesmo monastério para ter inspirado João Damasceno. E no livro de Cirilo de Citópolis sobre a vida de São Savas, encontramos um monge chamado Agápito. Conforme Bellomo, o monge Agápito viajou para Constantinopla com São Savas em 531 e permaneceu na capital bizantina para compor seu texto e entregá-lo ao imperador Justiniano I. Há vários pontos fracos nessa hipótese que lançam dúvidas sobre sua validade na comunidade histórica. O primeiro ponto fraco é não haver provas de que Agápito de Constantinopla era um monge. Ele se identifica como diácono em seu acróstico, que se refere a uma função religiosa, mas não necessariamente a de um monge. O segundo ponto fraco de sua hipótese é não haver evidências de que a lenda de Barlaão e Josafá seja baseada somente no texto de Agápito. Os dois títulos poderiam muito bem ter sido inspirados por uma terceira obra, o que poderia explicar sua semelhança. E o último ponto fraco é que o texto de Agápito era amplamente conhecido na época, de modo que ambos os autores não precisavam estar no mesmo mosteiro para haver uma influência.
Infelizmente, essa hipótese foi oficialmente desacreditada por duas descobertas históricas. Em primeiro lugar, as datas não coincidem. Segundo o M. Bellomo, o monge Agápito viajou para Constantinopla em 531, mas olhando para a história de São Savas, temos evidências de que o monge Agápito morreu em 520, ou seja, sete anos antes do reinado de Justiniano e onze anos antes de sua suposta visita a Constantinopla. Temos essa informação graças à história do mosteiro de São Savas. Em 508, uma série de lutas forçou o mosteiro a expulsar cerca de sessenta monges, que criaram seu próprio mosteiro, o Mosteiro de Nova Lavra. Graças à história detalhada desse mosteiro, podemos determinar que o monge Agápito foi um dos líderes desse novo ramo do mosteiro de São Savas e morreu no cargo no início do ano 520. Em segundo lugar, a atribuição da cristianização do relato budista da lenda de Barlaão e Josafá foi fortemente contestada e retificada  para dar crédito a um monge do mosteiro de Iviron no Monte Atos, Eutímio de Atos, que a traduziu para o grego medieval e a apresentou em Constantinopla pouco antes de sua morte em 1028, onde a história foi traduzida para o latim, tornando a lenda conhecida em toda a Europa Ocidental. Graças a essas duas descobertas históricas, a teoria de Antonio Bellomo não será considerada válida e a identidade de Agápito de Constantinopla permanecerá um mistério.
Portanto, temos que recorrer a uma tese mais minimalista para identificar Agápito de Constantinopla. Graças ao seu texto, podemos deduzir que ele pertencia ao clero, especialmente ao clero da Igreja Ortodoxa Oriental que apoiava o imperador Justiniano I, pois não foi a maioria do clero que apoiou sua coroação. Ele precisava estar próximo do poder imperial para ter acesso a Justiniano, o que o levou a uma posição elevada no clero. E, finalmente, por meio das fontes e dos modelos aos quais ele se refere em seu texto, ele faz parte de uma tradição política e religiosa muito bem estabelecida no mundo erudito do Império Bizantino. Todas essas pistas levam a comunidade histórica a acreditar que Agápito de Constantinopla era provavelmente um membro do clero associado à Santa Sofia, que era considerada a igreja de Justiniano.

## Ekthesis de Agápito, o texto oficial dado a Justiniano I
O que tornou o diácono Agápito famoso foi seu famoso texto de conselhos, chamado Scheda regia, sive de officie regis e também o Ekthesis, que ele enviou ao imperador Justiniano I no início de seu reinado no século VI. Esse texto é uma lista de setenta e dois conselhos para auxiliar o imperador a governar seu império. Os conselhos são baseados na rica tradição bizantina. Agápito teve que exercer um grande discernimento para decidir quais elementos dessa rica tradição incluir em seus conselhos e quais não incluir. Esse texto tem uma particularidade em sua organização. Os 72 conselhos estão organizados de modo a formar um acróstico em que cada primeira letra de um conselho agrupada forma a seguinte frase em grego: “Agápito, o mais humilde diácono do mais sagrado e fiel imperador Justiniano”.
Como mencionado acima, não temos muitas informações sobre o famoso autor desse texto. Entretanto, esse acróstico nos permite confirmar que ele é de fato o autor. Também temos alguma dificuldade em datar o texto com exatidão. Sabemos que o texto foi escrito entre 527 e 548 graças a duas pistas deixadas por Agápito no texto. Em primeiro lugar, sabemos que o texto foi destinado ao imperador Justiniano I, já que ele é citado no acróstico. Portanto, podemos presumir que ele foi entregue ao imperador quando ele assumiu o poder. Seu reinado começou em 527. A segunda pista no texto é a menção da esposa do imperador, Teodora, nos conselhos. Alguns conselhos mencionam o papel da esposa do imperador e seus deveres de auxiliar o imperador. Portanto, podemos presumir que a esposa do imperador estava viva quando esse texto foi escrito. Teodora morreu em 548. Essas duas pistas nos dão uma boa ideia do intervalo entre o momento em que o texto foi escrito e entregue ao imperador.
A linha comum que percorre esses setenta e dois conselhos é a ideologia do direito divino do imperador. O imperador é apresentado como a representação de Deus na Terra. Ele é imune à pressão humana e deve criar seu império à imagem do paraíso celestial. Seu império deve exibir a filosofia, a pureza e a misericórdia da vida cristã após a morte. Esse texto combina noções clássicas da filosofia do rei‐filósofo de Platão com métodos mais tradicionais de aconselhar discretamente o imperador.
Esse texto faz parte do gênero literário conhecido como “Espelhos de príncipes”. Esse gênero literário, que surgiu no século V, era muito comum durante a Idade Média e foi muito estudado durante o Renascimento. “Esses textos são tratados éticos, passos a serem seguidos e preceitos morais destinados aos chefes de estado da época”. Eles são agora estudados por historiadores para analisar a concepção de política e as opiniões dessa civilização sobre seus líderes e seu papel.

## Influência do texto em Bizâncio
O Ekthesis de Agápito foi muito popular entre os bizantinos. Sua influência pode ser vista em muitos dos espelhos de príncipes posteriores, incluindo o do imperador Manuel II. Ele também forneceu muitos trechos para compilações de textos bizantinos, como o de Antônio Melissa. Seu texto também foi usado como texto escolar, razão pela qual é mencionado como recurso em muitos trabalhos.
A importância dada a este trabalho aparece já no seu título comum, Seções Reais (σχέδη βασιλικὰ). O livro trata, em termos gerais, dos deveres morais, religiosos e políticos de um governante. Na forma, é bastante sentencioso e retórico, e assemelha-se muito a um trabalho semelhante no romance de Barlaão e Josafá. Ambos parecem ser baseados em Isócrates, em Basílio, o Grande e em Gregório de Nazianzo.
O trabalho de Agápito era eminentemente adequado para o uso de professores medievais em razão do seu teor, a pureza de sua dicção grega, e sua hábil construção. Foi amplamente utilizado na Rússia, proporcionando as formulações da ideologia monárquica. Foi traduzido para o latim, francês e alemão e foi muito elogiado pelos humanistas da Renascença. Cerca de vinte edições dele surgiram no século XVI.

## Influência do texto no poder político fora de Bizâncio
As ideias transmitidas pelo texto de Agápito sobre o papel de um governante tiveram um grande impacto em vários regimes. Como mencionado acima, o interesse por esse texto cresceu com o Renascimento, quando muitos reis estudaram Agápito em sua juventude. O Renascimento é conhecido por seu retorno aos estudos greco-romanos. Houve várias traduções de seu texto dedicadas a príncipes. Por exemplo, Carlos IX da França, Maria da Escócia e Maximiliano II do Sacro Império Romano-Germânico, mas o exemplo mais notável é a tradução do texto dedicada a Luís XIII quando criança, que teve a versão latina do texto lida para ele e solicitado a produzir uma tradução francesa, publicada em 1612 por seu tutor David Rivault. Ele apresentou esse trabalho ao jovem príncipe como uma oportunidade de aperfeiçoar seu conhecimento de idiomas antigos e, ao mesmo tempo, prepará-lo para seu futuro papel como rei. Essa versão foi republicada em 1649 para o jovem Luís XIV, como um manual sobre a arte de governar. Depois dos pais da Igreja cristã, ele foi o autor mais lido e publicado na Europa Oriental e Ocidental.
Entretanto, o texto de Agápito teve o maior impacto sobre o regime russo medieval. Ele foi traduzido para o eslavo já no século X. Na Rússia medieval, a transposição de ideias políticas essenciais se deu na maioria graças à Igreja Ortodoxa Bizantina. As ideias políticas russas eram baseadas na escola de pensamento helenística, que tinha forte presença em Bizâncio. O pensamento helenístico apresentava a monarquia como um sistema de organização necessário, mas buscava estabelecer limites internos e não externos ao poder político. Isso ficou muito evidente na propaganda dos príncipes moscovitas nos séculos XV e XVI. Outro exemplo é José de Volokolamsk, um escritor político e prelado da Idade Média russa. Em seus escritos, podemos ver claramente essa profunda assimilação do pensamento cristão helenístico e a influência de Agápito em sua concepção do poder imperial.